# Sideman
Sidemen (auch: Gastmusiker) sind in der Öffentlichkeit bekannte Instrumentalisten oder Vokalisten, die von anderen Interpreten oder Musikproduzenten gegen Honorar verpflichtet werden, bei Studio- oder Live-Produktionen als namentlich benannter Musiker in Formationen mitzuwirken, bei denen sie weder offizielles Band- oder Projektmitglied sind, noch bei solchen Engagements in besonderer Weise im Vordergrund stehen (Featuring). Seit dem Jahr 2000 können diese Musiker in der Kategorie ‚Sidemen‘ in die Rock'n Roll Hall of Fame aufgenommen werden.

## Entstehungsgeschichte
Sidemen sind nicht anonym wie oft Sessionmusiker, sondern der Musiköffentlichkeit durchaus als eigenständige Interpreten mit einer individuellen Karriere bekannt. Der Ausdruck entstand etwa Mitte der 1930er Jahre durch den Einsatz von Gastmusikern im Jazz, wo eine mehr oder weniger formelle Jazzband sich durch Sidemen ergänzen ließ. Dort ist der Sideman weder der Leader der Jazzband noch ein Solist, sondern beispielsweise Satzbläser. Die Sidemen ergänzten die Jazzband musikalisch und verbesserten ihre Darbietung. Später kamen Sidemen auch in der Bluesmusik zum Einsatz, als sich Blueslegenden wie Muddy Waters oder Howlin’ Wolf durch Sidemen wie Otis Spann, Willie Dixon oder Hubert Sumlin begleiten ließen. 
Verlieren Sessionmusiker ihre Anonymität und treten selbst auf, werden sie zu Sidemen, sofern sie weiterhin auch andere Künstler begleiten. Nicht wenigen Sidemen gelang es, aus dem Schatten ihrer Funktion herauszutreten und eigenständige Karrieren zu organisieren. Umgekehrt nehmen selbst Stars und Berühmtheiten der Branche die Rolle des Sideman ein, um als Gastmusiker für Kollegen tätig zu werden. Beispiel hierfür ist der britische Gitarrist Jimmy Page, der als Mitglied der Yardbirds bekannt war und zudem zahlreiche britische Popmusiker bei Tonaufnahmen begleitete. Auch Grafiker Klaus Voormann, Sideman der Beatles-Mitglieder nach ihrer Trennung, hatte eine solche Karriere gemacht.

## Musician's Musician
Während für die Rolle des ‚Sideman‘ in der Regel seine Popularität beim Publikum von Belang ist, steht beim Musician's Musician („Musiker der Musiker“) die ihm entgegengebrachte hohe kollegiale Anerkennung und besondere Wertschätzung des produzierenden und ausübenden Musikers im Vordergrund, unabhängig von Bekanntheitsgrad oder Tonträgerverkäufen. Man kann ihn auch als „Lieblingsmusiker“ oder „bevorzugten Musiker“ eines anderen Musikers bezeichnen. Er verfügt prinzipiell über besondere musikalische Fähigkeiten, wobei der Begriff allgemein seine außerordentliche musikalische und künstlerische Kompetenz und Expertise zum Ausdruck bringen soll. Bekannte Beispiele, die als Musician’s Musician gelten, sind unter anderem Art Tatum, Harry Nilsson, Klaus Voormann, Sonny Landreth, Albert Lee, Ry Cooder, Nicky Hopkins oder Claudio Abbado.

## Sonstiges
Nach dem Sideman wurde die erste kommerziell genutzte elektronische Rhythmusmaschine von Wurlitzer benannt, die 1957 als Beistellgerät zur Wurlitzer-Orgel bis 1965 hergestellt wurde.
In einem Interview von 1968 antwortete John Lennon auf die Frage nach seiner Lieblings-Band: “Nilsson.” – Und meinte damit den Musiker Harry Nilsson.

## Namhafte Gastmusiker
- Michael Brecker, Saxophon
- Ray Brown, Kontrabass
- Sonny Clark, Piano
- Vinnie Colaiuta, Schlagzeug
- Phil Collins, Schlagzeug
- Rodney Crowell, Gitarre
- Frank Diez	, Gitarre
- Johnny Dodds, Klarinette
- Robin Finck, Gitarre
- Morgan Fisher, Gitarre/Keyboard
- Steve Gadd, Schlagzeug
- Larry Goldings, Piano
- Eddie Gomez, Kontrabass
- Roy Hargrove, Trompete
- Don Henley,  Gesang
- Colin Hodgkinson, Bass
- Nicky Hopkins, Piano
- Bradley Joseph, Keyboard
- Jim Keltner, Schlagzeug
- Kenny Kirkland, Piano
- Sonny Landreth, Slide-Gitarre
- Albert Lee, Gitarre
- David Lindley, Gitarre
- Steve Lukather, Gitarre
- Pino Palladino, Bass
- Phil Palmer, Gitarre
- Bill Payne, Piano, Hammond-Orgel
- Jeff Porcaro, Schlagzeug
- Pino Presti, Bass
- Billy Preston, Hammond-Orgel
- Leon Russel, Piano
- Leland Sklar, Bass
- Klaus Voormann, Bass
- Fred Wesley, Posaune
- Phil Woods, Saxophon/Klarinette